# 杰克逊·弗罗曼
杰克逊·弗罗曼（英語：Jackson Vroman，1981年6月6日—2015年6月29日），美国籍黎巴嫩职业篮球运动员，身高2米08，场上位置中锋。
弗罗曼出生于加利福尼亚州，其父布雷特·弗罗曼曾效力于NBA犹他爵士队。弗罗曼大学就读于艾奥瓦州立大学。2004年，弗罗曼在NBA选秀中于第二轮第31位被NBA芝加哥公牛队选中，其后曾效力于菲尼克斯太阳队和新奥尔良黄蜂队。
2006年离开NBA之后，弗罗曼先后赴西班牙、伊朗和立陶宛联赛打球。2009年接受黎巴嫩国家篮球队邀请，加入黎巴嫩国籍，并随队征战了2009年亚锦赛和2010年世锦赛。
2010年10月，弗罗曼加盟CBA联赛的东莞马可波罗。为东莞队效力的27场比赛中，他在场均35.2分钟的出场时间里能够砍下22.5分10.6篮板4.9助攻2.8抢断和1.5封盖，并且帮助东莞队打出队史最佳开局，提前杀入季后赛。但遗憾的是，弗罗曼因为手腕受伤赛季报销，东莞不得不将他裁退。此后弗罗曼混迹于韩国联赛，但很快2011-12赛季他又回归CBA，加盟江苏中天钢铁顶替表现不佳的前NBA内线丹·加祖里奇，之后的2012-13赛季他改投山东黄金旗下。由于手腕伤势的后遗症，弗罗曼的进攻能力较之前大打折扣，但其丰富的场上经验、出色的战术素养以及不减反增的防守技巧使他在CBA如鱼得水，为山东队爆冷获得2013年CBA亚军立下了汗马功劳，同时因为他在场上场下喜欢帮助教练向队友灌输战术思想，他也被戏称为“弗指导”。2013年，江苏中天钢铁与弗罗曼再度签约，他将为江苏队征战2013-14赛季。2014年，赴波多黎各联赛打球。
2015年6月29日，他被發現死於洛杉矶县的家中，死因為跌入游泳池中溺死。當地驗屍官證實了死亡消息，並稱他的頭部在墜入泳池後有重創，不過確切的死因還要等待進一步相驗才能確定。